# تمويه

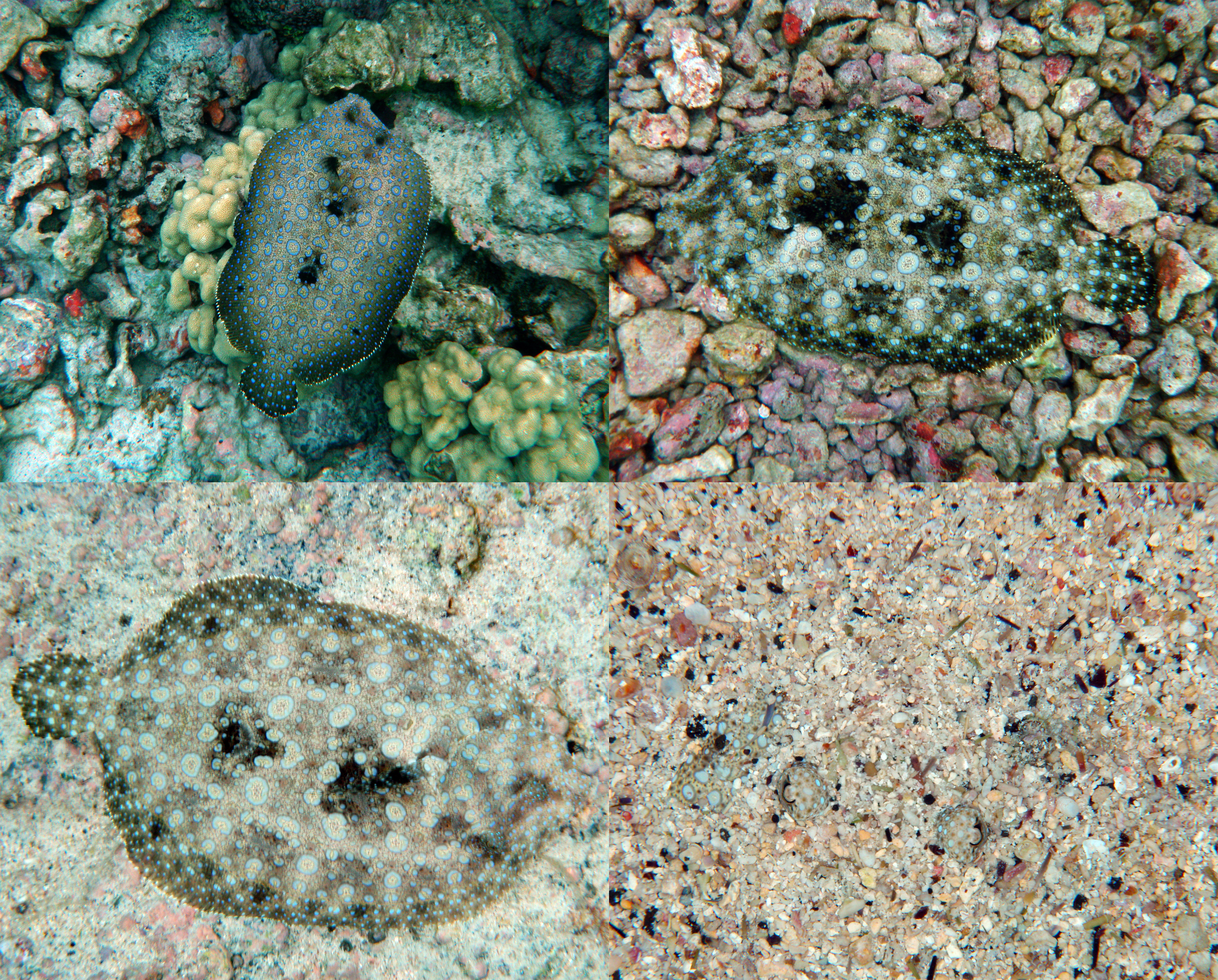
أربع صور تبين قدرة سمكة الفلاوندر الأزهر على التلون.

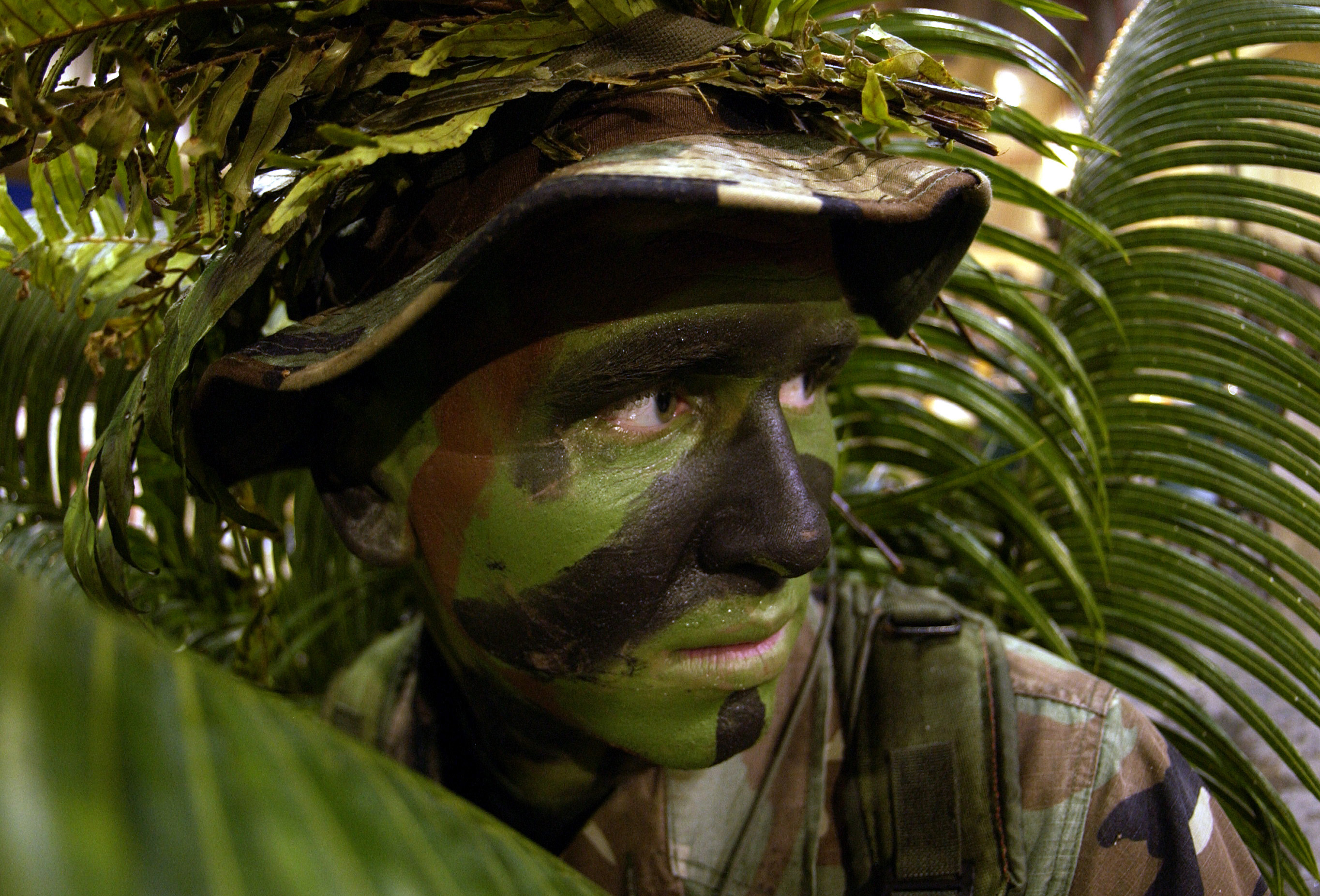
جندي يستعمل التمويه المرقش للتخفي من العدو.

التموية أو التعمية (بالانجليزية Camouflage) هو استعمال أي مزيج من الأدوات، التلوين، أو الإنارة للإخفاء، إما عن طريق جعل الحيوانات أو الأشياء صعبة الرؤية، أو عن طريق طمسها كشيءٍ آخر. الأمثلة تتضمن المعطف المنقط للفهد، لباس المعركة لجندي معاصر، وأجنحة الجندب المقلد لأوراق الشجر. منهج ثالث، الإبهار الحركي، يحير المراقب عن طريق إتباع نمط واضح، مما يجعل الشيء قابل للرؤية، ولكن صعب تحديد مكانه لحظياً. أرجحية طرق التمويه تهدف إلى تحقيق الطريقة الأولى، غالباً عن طريق شبه عام للخلفية، تلوين مشوِش عالي التباين، إزالة الظل، والتظليل المعاكس. في المحيط المفتوح، حيث ليس هناك خلفية، الطرق الأولية للتمويه هي الشفافية، التغطي بمادة فضية اللون، والتظليل المعاكس، بينما القدرة على إنتاج الضوء يتم استعمالها، بالإضافة لاستعمالها لأشياء وأهداف أخرى، من أجل الإضاءة العكسية على الأجزاء السفلية للرأسقدميات، مثل المحار. بعض الحيوانات، مثل الحرابي والأخابيط، بإمكانهم تغيير أنماط وألوان جسدهم بشكل نشط، سواءاً كان هذا للتمويه أو للإشارة. إنه من الممكن أن بعض النباتات تسعتمل التمويه لتجنب أن يتم أكلها من قبل آكلي النباتات.
نشوء التمويه العسكري أتى بسبب ازدياد دقة ومدى الأسلحة الذي حدث في القرن التاسع عشر. بالتحديد إبدال المسكيت الغير دقيق بالبندقية جعل التخفي في المعركة مهارة نجاة. في القرن العشرين، تطور التمويه العسكري بسرعة، بالأخص خلال الحرب العالمية الأولى. على الأرض، فنانون مثل أندري مير طوروا مخططات تمويه وخطوط مراقبة مطمسة كأشجار. عند البحر، تم طلاء سفن التاجرين وحاملي الجنود بأنماط إبهار بالإمكان رؤيتها بوضوح، ولكنها كانت مصممة لأن تحير غواصات العدو بشأن سرعة، مدى، واتجاه الهدف. خلال وبعد الحرب العالمية الثانية، تم استعمال مجموعة متنوعة من مخططات التمويه للطائرات وللمركبات الأرضية في مسارح مختلفة من الحرب. استعمال الرادار منذ متوسط القرن العشرين جعل تمويه الطائرات العسكرية ثابتة الجناح كثيرًا عديم الاستعمال.

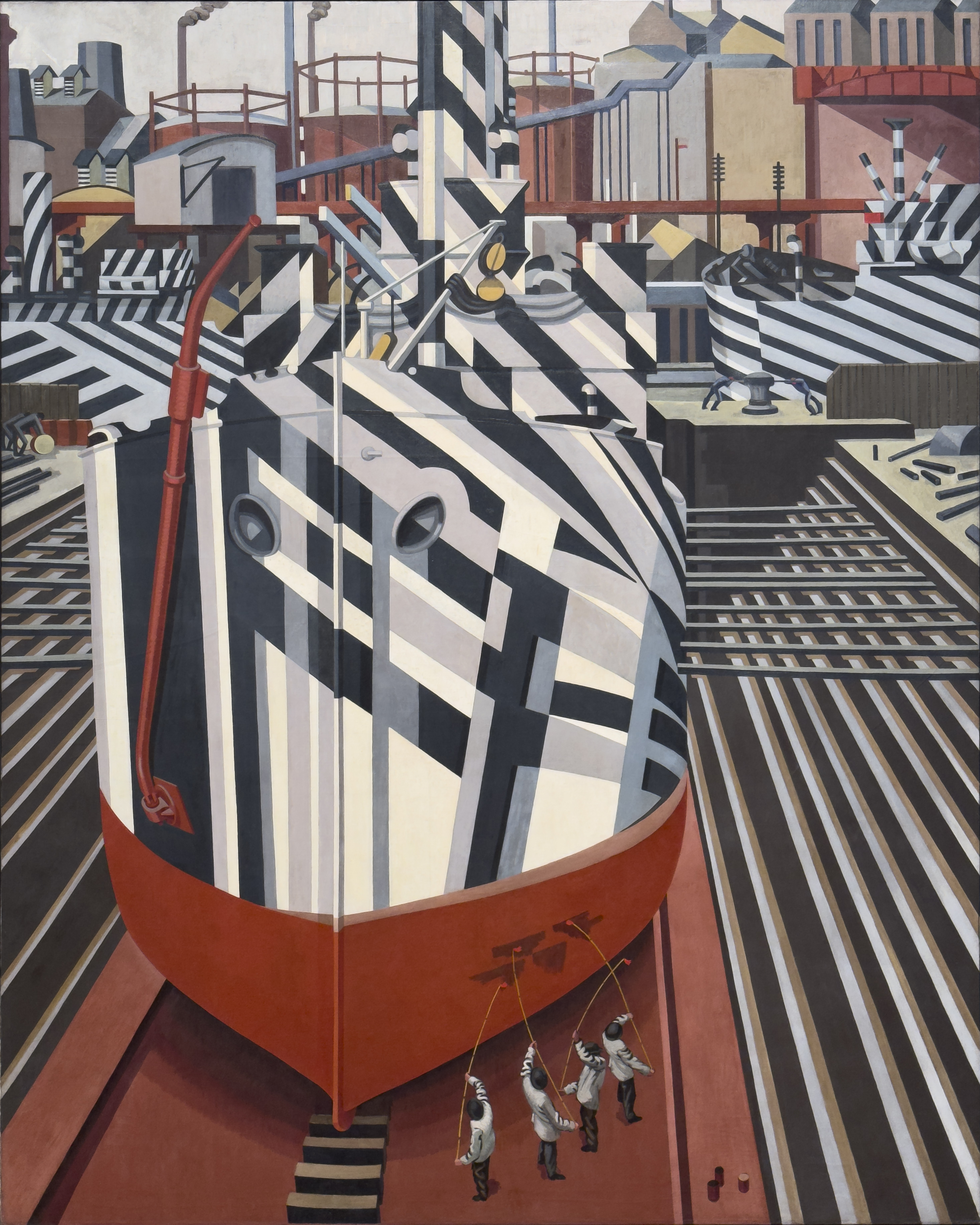
مثال على التمويه بالإبهار.

## مبادئ

### محاكاة المحيط
تشبه ألوان وأشكال بعض الحيوانات خلفيات طبيعية معينة وهذا عنصر مهم في التمويه في جميع البيئات فمثلاً الببغاء الذي يسكن الأشجار يكون أخضر، الدجاج في أراضي الغابة يكون بني ومرقط حيث يتطابق لون الحيوان مع لون موطنه. وبالمثل فإن ألوان جميع حيوانات الصحراء تقريباً هي درجات من اللون الرملي، الأصفر البرتقالي، الذهبي المائل للأصفر والرمادي المائل للبني وذلك سواء كانت من الثديات كاليرابيع والثعلب الإفريقي أو طيور مثل قبرة الصحراء أو زواحف كالثعبان أو أفعى الرمل. تشابه ألوان البدلات العسكرية أيضاً ألوان الخلفيات البيئية فمثلاً زي الكاكي الذين يخدمون في جنوب آسيا يكون موحل أو مغبر اللون. يُظهر العديد من العث تصبغات [27]صناعية كما العث ذو التلوين المفلفل الذي يتماشى مع لون لحاء الشجر، تطور لون هذه الحشرات بين عامي 1860 و1940 وذلك ليتماشى مع لون جذوع الأشجار التي تستند عليها من الشاحب المرقط إلى الأسود تقريباً وذلك في المناطق الملوثة. يعتبر علماء الحيوان هذا الأمر دليلاً على أن التمويه يتأثر بالانتقاء الطبيعي ويتغير عند الضرورة تبعاً لاختلاف الخلفية المحلية.

### التلوين المموه
يتكون التلوين المموه من علامات متناقضة بشدة وغير متشابهة كالبقع أو الخطوط للتماشي مع ألوان حيوان أو مركبة عسكرية أو لإخفاء ملامح بارزة خاصةً العينين كما في الضفدع الشائع. يستخدم التلوين المموه أكتر من طريقة للتفوق على الأنظمة البصرية كما في إخفاء الحواف. تلجأ الحيوانات المفترسة كالنمر للتمويه كوسيلة للإيقاع بالفريسة بينما تلجأ الفريسة المحتملة كالعندليب المصري إلى التمويه كوسيلة للاختباء من المفترس. من الشائع اللجوء إلى التلوين المموه في المجال العسكري وذلك للمركبات أو للملابس العسكرية وعلى الرغم من ذلك فإن التلوين المموه لا يُحقق الهدف المبتغى منه بحد ذاته وحسب إذ قد يتم اكتشاف الحيوان أو الهدف العسكري بسبب عوامل أخرى كاللمعان أو الظل أو الشكل.
لا يتعلق التمويه بوجود علامات على جلد الحيوان وحسب بل يعتمد هذا الأمر على سلوك الحيوان أيضاً. على سبيل المثال، بالرغم من أن تلوين الزرافات عالي التباين لدرجة أنه قد يُعتبر تلوين مموه إلا أن البالغين منها يمكن رؤيتهم بوضوح في العراء، جادل بعض المؤلفين أن بعض الزرافات البالغة خفية نظراً لأنها عندما تقف بين الأشجار والأغصان فإنه يصعب رؤيتها حتى على بعد القليل من الأمتار. ومع ذلك فإن الزرافات لا تعتمد على التمويه في حماية أنفسها إذ تتحرك الزرافات البالغة لتحقيق أفضل رؤية لمفترس يقترب منها وذلك اعتماداً على حجمها وقدرتها على الدفاع عن نفسها حتى ضد الأسود. هناك تفسير مختلف ضمنياً يتمثل في أن صغار الزرافات أكثر عرضة للافتراس من البالغين إذ يموت أكثر من نصفهم في غضون عام لذا تخفي الزرافات أبنائها وتبقيهم تحت التخفي ريثما تبحث هي عن الطعام. بما أن وجود الأم بالجوار لا يضمن الحماية والنجاة فقد تم مجادلة أن صغار الزرافات يجب أن تكون مموهة جيداً ويدعم هذا الاعتقاد نمط التلوين المغطي للزرافات والموروث بقوة.
لم تتم دراسة إمكانية وجود تمويه لدى النباتات إلا قليلاً حتى أواخر القرن العشرين. قد يكون تلوّن أوراق نباتات الطبقة التحتية في الغابة ببقع بيضاء نمط من أنماط التمويه في البيئات ذات الخلفية المبرقشة إذ يرتبط تبقع الأوراق بالمساكن المغلقة. هناك فرضيات قيد التجريب مثل أنه قد يكون للتلوين المموه ميزة تطورية واضحة في النباتات إذ سيساعدها على الاختباء من أمام ناظري الحيوانات العاشبة والفرضية الأخرى أنه هناك بعص النباتات التي تختلف ألوانها ما بين جزؤها العلوي والسفلي أو ما بين الزهور والسيقان مما يجعل الحشرات خضراء اللون واضحة ويفيد النباتات في افتراس الحيوانات العاشبة من قبل الحيوانات اللاحمة.

### إخفاء الظل
طوّرت بعض الحيوانات كالعظاءات القرناء في أمريكا الشمالية تدابير معقدة لإخفاء ظلها إذ أن أجسامها مسطحة وجوانبها رقيقة فهذه الحيوانات تضغط نفسها على الأرض وحوافها مهدبة بحراشف بيضاء مما يخفي أي أثر لأي ظل متبقي تحت حواف الجسم. تدعم النظرية القائلة بأن شكل العظاءات القرناء قد تأقلم مع موطنها في الصحراء المفتوحة ليقلص حجم ظلها قدر الإمكان من قبل الأنواع التي تفتقد إلى الحواف المحرشفة كالعظاءات القرناء ذات الذيل الدائري التي تعيش في المناطق الصخرية وشكلها يشبه الصخور. تقوم هذه الأنواع بجعل شكلها كشكل الصخرة عن طريق تقويس ظهرها باستعمال شكلها ثلاثي الأبعاد وذلك عندما تتعرض للتهديد.

### الإلهاء
تمتلك العديد من أنواع الفرائس بعض العلامات المتباينة على سطحها الخارجي مما يشتت بصر المفترس. تفيد هذه العلامات كتمويه من خلال صرف بصر المفترس عن الفريسة وعدم تمييزها كعدم تمييز ملامحها الخارجية مثلاً.

### الزخرفة الذاتية
تسعى بعض الحيوانات للاختباء من خلال زخرفة نفسها بمواد من البيئة كالأغصان أو الرمل أو قطع من الأصداف لإخفاء ملامحها الخارجية وملامح أجسامها وللتماهي مع خلفياتها البيئية. تقوم يرقة ذبابة القمص على سبيل المثال ببناء علبة وتعيش معظم حياتها فيها كما يغطي سلطعون البحر ظهره بالأعشاب البحرية والإسفنج والحجارة.
يمكن تطبيق مبادئ مماثلة لأغراض عسكرية كما عندما يرتدي القناص بدلة للتخفي ويزودها بمزيد من أدوات التمويه التي استخلصها من البيئة المحيطة به مباشرةً كحزم من الأعشاب.

### سلوك التخفي
تثير الحركة انتباه الفريسة إلى وجود المفترس وانتباه المفترس إلى فريسته. تعتمد معظم أساليب التخفي على سلوك تخفي ملائم كالاستلقاء والثبات لتجنب لفت نظر المفترس أو في حالة المفترسين الذين يطاردون فريستهم كالنمر الذي يتسلل ببطء وهدوء ويراقب فريسته ليكتشف إن كانت تعلم بوجوده. وكمثال على التكامل بين سلوك التخفي وباقي طرق التمويه فإن صغار الزرافات تختبئ عن طريق أن تستلقي بثبات لساعات أحياناً بالإضافة إلى لونها المموه في انتظار عودة أمهاتها إذ يتماهى لون بشرتها مع لون النباتات المحيطة وبالتالي فإن وضعية الاستلقاء ولونها يساهم في إخفاء ظلها. تقوم العظاءة القرناء ذات الذيل المسطح بالاعتماد على مزيج من الطرق إذ تكيفت على البقاء مستلقية في الصحراء العارية معتمدةً على الثبات وعلى لونها المموه وإخفاء ظلها في إبقائها بعيدةً عن أعين المفترسين.

### التمويه بالحركة
تعتبر معظم أنواع التمويه غير فعالة عندما يتحرك الكائن أو الحيوان إذ أنه يسهل ملاحظة الحركة من قبل المفترس أو الفريسة أو العدو. مع ذلك فإنه هناك بعض أنواع الحشرات كاليعسوب التي تلجأ إلى الحركة كوسيلة تمويه إذ يلجأ اليعسوب للحركة للاقتراب من الأعداء عند الدفاع عن مناطقه. يتم التمويه عن طريق الحركة من خلال التحرك على خط مستقيم بين الهدف ونقطة ثابتة في المحيط وبالتالي فإن المطارد لا يتحرك لكنه يظهر على أنه أكبر في مجال رؤية الهدف.
يمكن استعمال هذه الوسيلة لأغراض عسكرية كما في الصواريخ للحد من خطورة اكتشافها من قبل العدو.

### تغيير لون الجلد
تقوم بعض الحيوانات كالحرباء، والضفدع، والأخطبوط والحبار بتغيير نمط بشرتها ولونها باستعمال خلايا صباغية خاصة وذلك لتتماهى مع البيئة المحيطة بها أو للإشارة وذلك في معظم أنواع الحرابي. تستعمل حرباء سميث مع ذلك تغيير لونها كوسيلة تمويه. وتسمى هذه الخاصة انخضاب أو لَشَن.